# 앨런 커티스

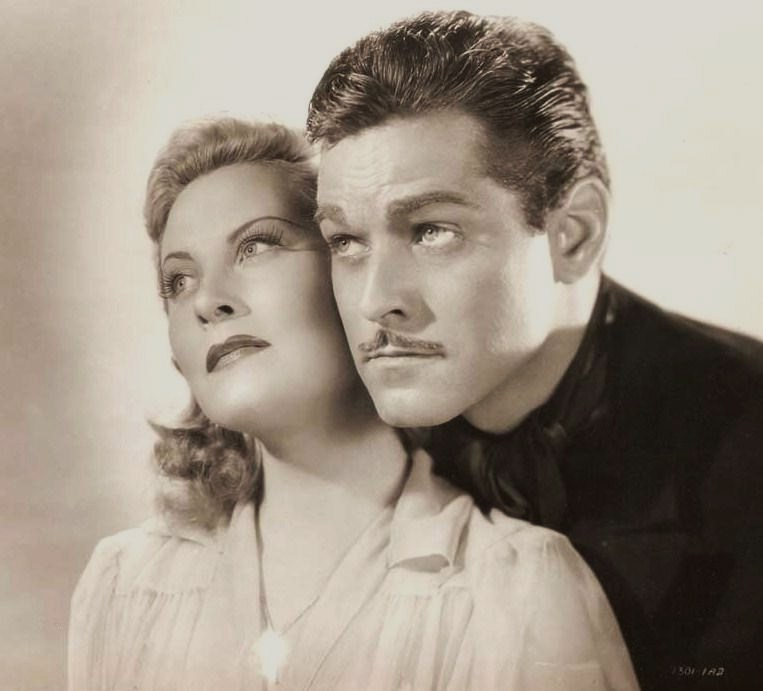

앨런 커티스(Alan Curtis, 1909년 7월 24일 ~ 1953년 2월 2일)는 미국의 배우, 영화배우이다.
시카고에서 태어났으며 뉴욕에서 사망하였다. 일리노이주에 매장되었다.